# 逢いたくてしかたない
「逢いたくてしかたない」（あいたくてしかたない）は、1995年4月21日に発売された郷ひろみ67作目のシングル。

## 解説
「僕がどんなに君を好きか、君は知らない」「言えないよ」に続く郷のバラード3部作完結編。朝日生命CMソング。カップリング曲「忘れられないひと」は1995年トリンプ「天使のブラ」CMソング。オリコンチャート最高位17位を記録。
ソニー制作ディレクター　葛口雅行

## 収録曲
全曲　作詞:松井五郎／作曲:都志見隆／編曲:山本健司
1. 逢いたくてしかたない（4分22秒）
2. 忘れられないひと（4分58秒）
3. 逢いたくてしかたない（オリジナル・カラオケ）
4. 忘れられないひと（オリジナル・カラオケ）